# Argentinos Juniors (club de balonmano)
Asociación Atlética Argentinos Juniors (A.A.A.J.) también conocido como "Argentinos Juniors" o "Argentinos", es un equipo de handball situado en Punta Arenas 1271, barrio de La Paternal, CABA, Argentina. El mismo está afiliado a la FeMeBal y por ende a la CAH. Actualmente sus primeros equipos disputan la más alta categoría posible del balonmano (Liga de Honor) tanto en la rama femenina como en la masculina. Recientemente el equipo "B" masculino ha descendido de la Liga de Honor Plata a la Primera División. Las divisiones inferiores, también compiten en la máxima categoría posible ("A").

## Plantel actual LHC
| Entrenador          | Entrenador         | Federico Capurro     | Federico Capurro |
| Asistente           | Asistente          | ...                  | ...              |
| Asistente           | Asistente          | ...                  | ...              |
| Kinesiólogo         | Kinesiólogo        | ...                  | ...              |
| D                   | Nombre             | Edad                 |                  |
| Arqueros            |                    |                      |                  |
| 1                   | Alan Perznianko    |                      |                  |
| 16                  | Luciano Travella   |                      |                  |
| Extremos izquierdos |                    |                      |                  |
| 5                   | Santino Gullo      |                      |                  |
| 3                   | Martin Lobo Serra  | 15/09/1988 (36 años) |                  |
| Extremos derechos   |                    |                      |                  |
| 7                   | Mauro Berardinelli |                      |                  |
| Armadores           |                    |                      |                  |
| 10                  | Ramiro Labartete   |                      |                  |
| 20                  | Steven Kelly       |                      |                  |
| 13                  | Antonio Vazquez    |                      |                  |
| 9                   | Tobias Pereyra     |                      |                  |
| 17                  | Mateo Gimenez      |                      |                  |
| 14                  | Ian Dujaut         |                      |                  |
| 8                   | Enzo Vienni        |                      |                  |
| 11                  | Lucas Sportelli    |                      |                  |
| Pivots              |                    |                      |                  |
| 2                   | Claudel Theneus    |                      |                  |
| 15                  | Lautaro Lugano     |                      |                  |

- Datos: Q65160807